# Giuseppe Citterio
Giuseppe Citterio, nacido el 27 de marzo de 1967 en Seregno, es un antiguo ciclista italiano.

## Palmarés
1992
- 1 etapa de la Hofbrau Cup

1995
- Clásica Haribo
- 1 etapa del Giro de Italia

1996
- 1 etapa de la Vuelta a la Comunidad Valenciana

## Resultados en las grandes vueltas
| Carrera         | 1990 | 1991 | 1992 | 1993 | 1994 | 1995  | 1996  |
| --------------- | ---- | ---- | ---- | ---- | ---- | ----- | ----- |
| Giro de Italia  | Ab.  | Ab.  | -    | -    | -    | 107.º | Ab.   |
| Tour de Francia | -    | -    | -    | Ab.  | -    | Ab.   | -     |
| Vuelta a España | -    | -    | -    | -    | -    | -     | 107.º |
| Mundial en Ruta | -    | -    | -    | -    | -    | -     | -     |

-: no participa

Ab.: abandono